# Hans Kadelbach
Hans Kadelbach (* 1. Oktober 1900 in Berlin als Carl Gustav Hans Kadelbach; † 7. Juni 1979 ebenda) war ein deutscher Segelsportler und Rechtsanwalt.

## Leben

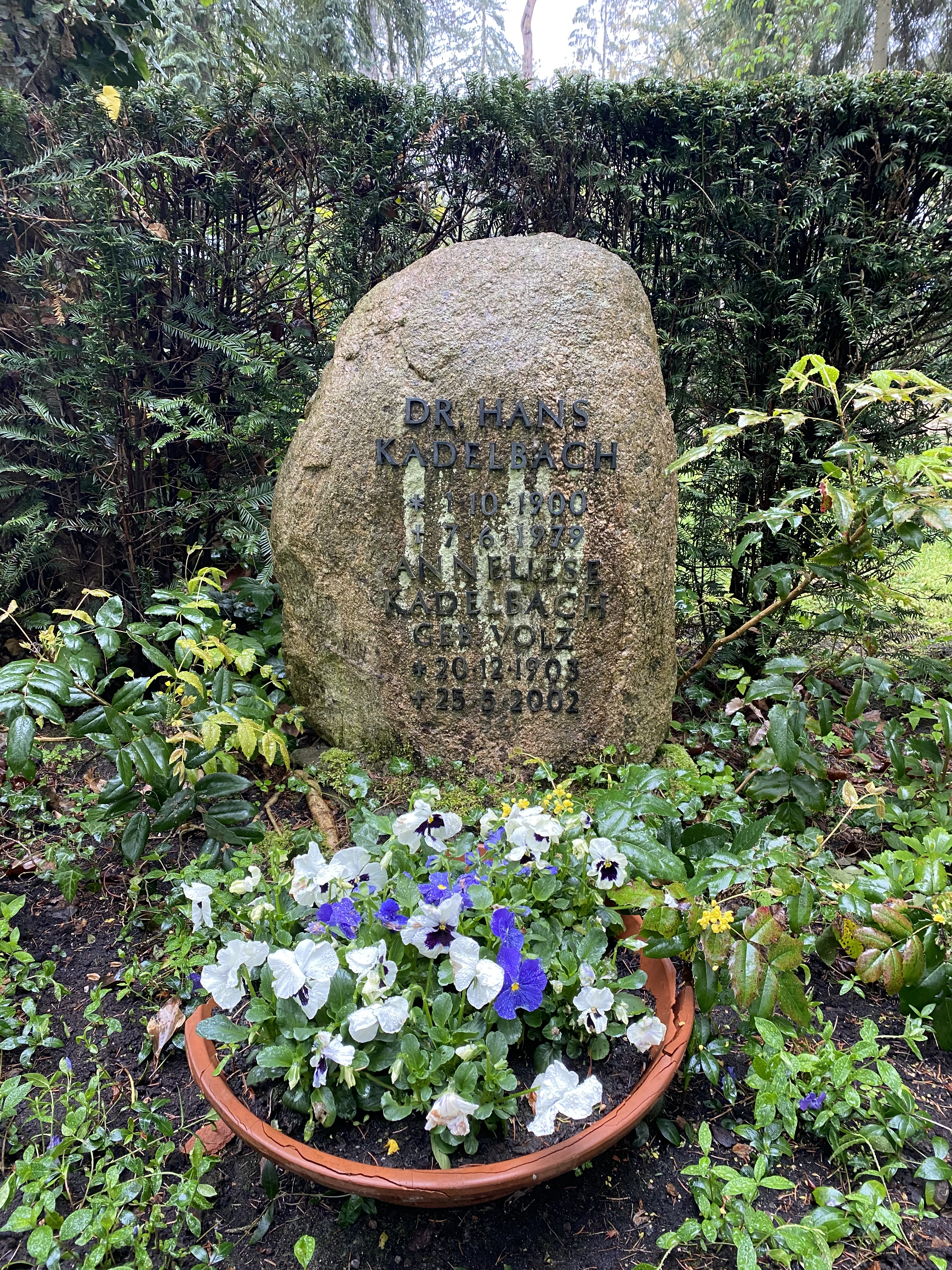
Grabstätte auf dem Evangelischen Kirchhof Nikolassee

Er war der Sohn des Kaufmanns Hugo Kadelbach und dessen Ehefrau Elxe geborene Hellriegel. Kadelbach studierte Rechtswissenschaften in Freiburg und Münster und wurde dort Mitglied der Corps Rhenania bzw. Rheno-Guestphalia.
Nach Abschluss des Studiums und der Promotion zum Dr. jur. war er Rechtsanwalt und Notar in Berlin.
Seine Grabstätte befindet sich auf dem Evangelischen Kirchhof Nikolassee.

## Segelsport
Kadelbach nahm 1952 an den Olympischen Spielen in Helsinki, Finnland teil. Er segelte in der deutschen Mannschaft zusammen mit Wolfgang Elsner, Andreas Howaldt, Götz von Mirbach und Paul-Heinrich Lange auf der Nirwana in der sechs-Meter-Klasse und erreichte den 10. Platz. Hans Kadelbach gehörte dem Verein Seglerhaus am Wannsee an. Er war außerdem langjähriger Vorsitzender der Wassersportlichen Vereinigung Alter Corpsstudenten.
Sein Sohn Achim Kadelbach nahm an der olympischen Segelregatta 1960 teil und dessen Tochter Kathrin Kadelbach an der olympischen Segelregatta 2012.